# Megaselia acutifurca
Megaselia acutifurca är en tvåvingeart som beskrevs av Borgmeier 1962. Megaselia acutifurca ingår i släktet Megaselia och familjen puckelflugor. Inga underarter finns listade i Catalogue of Life.